# Wędrówki Pyzy
Wędrówki Pyzy – serial animowany produkcji polskiej wyprodukowany w latach 1977-1983. Serial zawiera 13 odcinków.
Oparty na podstawie książki Hanny Januszewskiej, w stylu inspirowanym baśnią Calineczka Hansa Christiana Andersena.
Serial był pierwszą pozycją wyemitowaną na antenie telewizji Polsat w dniu wystartowania kanału, tj. 5 grudnia 1992 o 16:30.

## Twórcy
- Reżyseria: Piotr Paweł Lutczyn
- Scenografia: Adam Kilian
- Muzyka: Adam Markiewicz
- Montaż dźwięku: Ryszard Sulewski
- Montaż: Hanna Michalewicz
- Kierownictwo produkcji: Zofia Karska
- Produkcja: Studio Miniatur Filmowych (Warszawa)

## Spis odcinków
1. Za progiem...
2. W lesie
3. Wesele kujawskie
4. Toruńskie igraszki
5. Siedem koników
6. Pyza i bobaki
7. Jaworowi ludzie
8. Żniwa
9. Pyza i licho
10. Na zbójeckich dróżkach
11. Jarmark
12. Kielecka przygoda
13. Władca wydm